# ديفيد تشيشولم
ديفيد تشيشولم (بالإنجليزية: David Chisholm)‏ هو لاعب اتحاد الرغبي بريطاني، ولد في 1937، وتوفي في 27 يوليو 1998.